# San Diego Suchitepec
San Diego Suchitepec är en ort i Mexiko.   Den ligger i kommunen Villa Victoria och delstaten Mexiko, i den sydöstra delen av landet, 90 km väster om huvudstaden Mexico City. San Diego Suchitepec ligger 2 860 meter över havet och antalet invånare är 411.
Terrängen runt San Diego Suchitepec är platt åt sydväst, men åt nordost är den kuperad. San Diego Suchitepec ligger uppe på en höjd. Runt San Diego Suchitepec är det ganska tätbefolkat, med 166 invånare per kvadratkilometer. Närmaste större samhälle är San Antonio de las Huertas, 7,0 km nordost om San Diego Suchitepec. Trakten runt San Diego Suchitepec består till största delen av jordbruksmark.